# Книпер, Христофор Христофорович
Христофо́р Христофо́рович Кни́пер (5 (16).10.1788, Санкт-Петербург — 23.06 (4.07).1850, Москва) — русский офицер, подполковник, в дальнейшем — статский советник. Участник Русско-шведской войны 1808—1809 годов, Отечественной войны 1812 года и Заграничных походов. За храбрость был награждён золотым оружием. В дальнейшем — смотритель Кавказских Минеральных Вод, казначей Московской комиссариатской комиссии.

## Биография
Христофор Христофорович Книпер родился 5 октября 1788 года в Санкт-Петербурге, в семье штаб-лекаря Конного лейб-гвардии полка и Святейшего правительствующего Синода, статского советника Христофора Павловича Книпера (1749—1818), получившего в 1803 году дворянское достоинство с дипломом и гербом. 
Воспитывался Христофор Христофорович в Императорском военно-сиротском доме (впоследствии Павловский кадетский корпус), из которого 2 февраля 1806 года  был выпущен подпоручиком во 2-й егерский полк (затем Омский 96-й пехотный полк). Шефом полка в то время (07.05.1803 — 23.11.1809) состоял двоюродный брат Христофора Христофоровича полковник (с 12.12.1807 генерал-майор) Павел Карлович Книпер 2-й (1768—1809). А в период с 29.01.1810 по 01.09.1814 — шефом полка был другой его двоюродный брат — полковник (с 15.09.1813 генерал-майор) Фёдор Евстафьевич Книпер.
Боевое крещение молодой офицер получил в 1808 году в Русско-шведскую войну 1808—1809 годов («Финляндскую кампанию»). Уже 25 февраля подпоручику Книперу «за понесённые им труды» была объявлена Высочайшая благодарность. 30 сентября 1808 года Христофор Христофорович был произведён в поручики. За отличие в Аландской экспедиции («сражении 2, 3, 4 и 5 марта 1809 года при занятии Аландских островов») получил «Высочайшее благоволение».
17 марта 1810 года Х. Х. Книпер был переведён из 2-го егерского полка в Гренадерский графа Аракчеева полк, а 6 ноября того же года произведён в штабс-капитаны.
В Отечественную войну 1812 года Христофор Христофорович в составе полка сражался под Смоленском, при Бородине, при Тарутине, под Малоярославцем. За храбрость, проявленную в Бородинском сражении, приказом М. И. Кутузова был награждён орденом Святого Владимира 4-й степени.
В походе 1813 года Х. Х. Книпер участвовал в боях в Варшавском герцогстве, Пруссии, Силезии и Саксонии. За  отличие в сражении при Лютцене (Саксония) приказом по армии от 27 сентября 1813 года ему было объявлено Высочайшее благоволение. 
17 мая 1813 года в сражении при Кёнигсварте Х. Х. Книпер был ранен в левую ногу ружейной пулей. За храбрость в этом бою он был, приказом главнокомандующего, М. Б. Барклая-де-Толли, награждён золотой шпагой с надписью «За храбрость».
В 1814 году Х. Х. Книпер участвовал в завершении похода против Наполеоновской армии и получил серебряную медаль «В память Отечественной войны 1812 года».
31 декабря 1815 году был произведён в капитаны, а 18 ноября 1816 года — в майоры. На военной службе Христофор Христофорович находился до 17 января 1818 года, когда, вследствие старого ранения, был уволен из армии с чином подполковника.
После увольнения из армии Христофор Христофорович продолжил службу в гражданских ведомствах в чине надворного советника. В январе 1820 г. Х. Х. Книпер был назначен смотрителем Кавказских Минеральных Вод. В этой должности он состоял до февраля 1821 года. 
12 октября 1823 года Христофор Христофорович был определён казначеем Московской комиссариатской комиссии. В 1824 году он получил чин коллежского советника, а в 1832 году — статского советника. В должности казначея Московской комиссариатской комиссии он пробыл до 6 июня 1844 года. По состоянию здоровья он был вынужден уйти с должности казначея, и работал до смерти 23 июня 1850 г. чиновником при той же комиссариатской комиссии. За время своей работы был награждён орденами Святой Анны 2-й степени и Святого Станислава 2-й степени, а также знаками отличия за безупречную службу за 25 и 30 лет.
Краткая биография Х. Х. Книпера составлена его правнуком, Всеволодом Николаевичем Арнольдом, в 1971 году по сохранившимся формулярным спискам и «Домашней книге» Книперов. Нагрудный фрачный знак к золотой шпаге «За храбрость» хранится в семье потомков Христофора Христофоровича.

## Семья
Жена ─ Александра Антоновна (ур. Марцинкевич) (1803 ─ 6.04.1878)
Дети: 
- 1. Виктор (31.10.1825 ─ 1.10.1892);
- 2. Наталья (27.09.1831 ─ 29.09.1911), мать художника А. Н. Степанова
- 3. Лидия (16.10.1832 ─ 1916)
- 4. Николай (4.12.1833 ─ 1899)
- 5. Александр (28.06.1835 ─ 1883)
- 6. Софья (5.06.1836 ─ 15.12.1895)
- 7. Лев (1838 ─ ?)
- 8. Константин (15.03.1839 ─ 15.02.1898)
- 9. Сергей (13.06.1840 ─ 1916)
- 10. Ольга (1841 ─ 1849)
- 11. Фёдор (18.10.1842 ─ 1920)
- 12. Иван (19.05.1844 ─ 2.01.1925 н. с.).